# Польський союз хокею на льоду
Польський союз хокею на льоду (пол. Polski Związek Hokeja na Lodzie, PZHL) — організація, яка займається проведенням на території Польщі змагань з хокею із шайбою. Утворена 22 лютого 1925 року, член ІІХФ з 11 січня 1926 року. У країні — 16 Палаців спорту і 23 майданчики зі штучним льодом, зареєстровано понад 2,179 хокеїстів. Найбільші зали: у Катовицях — 10 000 місць, Лодзі — 8 000, Новому Торгу — 8 000, Гданську — 5 000. Найбільші відкриті стадіони: у Варшаві — 10 000 місць і в Катовицях — 8 000.

## Історія
Першими вчителями польських хокеїстів були Вільгельм Рибак, який приїхав із Канади, і Тадеуш Адамовський, який познайомився із хокеєм у США. У лютому 1922 року студенти Варшавського академічного (студентського) союзу (АЗС) провели перший хокейний матч із варшавською «Полонією». У січні 1925 року представники чотирьох столичних клубів заснували хокейний союз. У 1927 році був проведений перший чемпіонат країни, у якому брали участь 6 команд.
Перший зимовий стадіон був збудований у 1931 році у Катовицях.
Розквіт довоєнного польського хокею припадає на кінець 1920 — початок 1930-х років. Помітно посилили національну збірну того періоду і канадці польського походження, які повернулися до Польщі: вже згадувані Рибак і Адамовський — перші тренери збірної, брати Адам та Олександр Ковальські. Перша ковзанка зі штучним льодом у Польщі споруджена на початку 1950-х років. У той час польські хокеїсти часто запрошували для підготовки до сезону збірну СРСР. Крім того через нестачу національних тренерських кадрів керівники польського хокею постійно запрошували фахівців з-за кордону, передусім радянських і чехословацьких. Клубні команди Польщі тренували тренери В. Єгоров, В. Бистров, В. Стаїн, К. Локтєв та інші. Збірна Польщі найбільш стабільно виступала, коли її очолював А. Єгоров.

## Турніри
До 1955 року звання чемпіона країни розігрували 6 команд, з 1955 року — 8. Зі збільшенням числа клубів були створені три ешелони: перша ліга («екстраклас»), друга ліга, воєводські (окружні) і міські чемпіонати. У 1970-х роках у першу лігу входили 8—12 команд, у 1980-х — 10. До 1978 року чемпіонат розігрувався у 4 кола. Команди, що посіли два останні місця, вибували у другу лігу, їх місця займали переможці двох підгруп другої ліги.
У сезоні 1983—84 років була введена нова формула. На першому етапі 10 команд зустрічалися одна з одною по 2 рази. Потім перші шість команд грали між собою у 2 кола. Команди, що зайняли на першому етапі 7—10-е місця, грали в 4 кола. За підсумками цих «мікротурнірів» визначалася вісімка команд, яка і продовжувала боротьбу за звання чемпіона у кубкових серіях.
Чемпіони Польщі: АЗС (Варшава) — 1927—1931, «Легія» (Варшава) і «Погонь» (Львів) — 1933, АЗС (Познань) — 1934, «Чарні» (Львів) — 1935, «Краковія» (Краків) — 1937, 1946, 1947, 1949, 2004, 2006, 2008, 2009 і 2011, «Домб» (Катовиці) — 1939, КТХ (Криниця) — 1950, ЦВКС (Варшава) — 1951—1956, «Легія» (Варшава) — 1957, 1959, 1961, 1963, 1964 і 1967, «Гурник» (Катовиці) — 1958, 1960 і 1962, ГКС (Катовиці) — 1965, 1968 і 1970, «Подгале» (Новий Тарг) — 1966, 1969, 1971—1979, 1989, 1993—1997, 2007, 2010, «Заглембє» (Сосновець) — 1980—1983 і 1985, «Полонія» (Битом) — 1984, 1986, 1988—1991, «Унія» (Освенцім) — 1992, 1998—2004, ГКС (Тихи) — 2006. Найкращий гравець сезону отримує «Золоту ключку». Також визначаються найкращі воротар, захисник і нападник, найрезультативніший хокеїст і символічна збірна «Усіх зірок».

## Гравці та національна збірна
Збірна Польщі перший міжнародний матч провела у 11 січня 1926 року у Давосі напередодні чемпіонату Європи та програла збірній Австрії 1:13. У січні 1926 року ці ж команди зустрілися на ЧЄ. Поляки знову програли — 1:2. Збірна Польщі — віце-чемпіон Європи 1929 і 1931. Найкращий результат на ЧС — 4-е місце у 1931 і 1932, на зимових Олімпійських іграх — 4-е місце у 1932. У Польщі проходили ЧС у групі А (1931, 1976), групі С (1976) та групі В (1997).
Найсильніші хокеїсти Польщі різних років:
- воротарі: Ю. Стоговський, Владислав Пабіш, Анджей Ткач, Валерій Косиль, Франітшек Кукля;
- захисники: Казімеж Соколовський, Ал. Ковальський, К. Ходаковський, М. Каспшицький, Х. Бромович, А. Копчіньскій, Анджей Щепанець, Роберт Гуральчик, Єжи Потц, Анджей Словакевич, Генрик Грут;
- нападники: Адам Ковальський, Роман Сабінський, В. Кригер, О. Тупальська, Т. Адамовський, А. Волковський, Ч. Мархевчик, Ад. Врубель, Ал. Врубель, Стефан Чоріх, М. Єжак, Ю. Курек, М. Хмура, Б. Гоштила, Анджей Фофвара, Ю. Словакевич, Тадеуш Облуй, Лешек Токаж, Тадеуш Качик, Стефан Хованець, Валентій Зентара, Ян Пецко, Юзеф Баткевич, Мечислав Яскерський, Кшиштоф Бялиніцький, Лешек Кокошка, Ян Стопчик, Веслав Йобчик, Анджей Забава.